# Machnacz (województwo kujawsko-pomorskie)
Machnacz – wieś w Polsce położona w województwie kujawsko-pomorskim, w powiecie włocławskim, w gminie Brześć Kujawski.
W latach 1975–1998 miejscowość administracyjnie należała do województwa włocławskiego. Według Narodowego Spisu Powszechnego (III 2011 r.) liczyła 216 mieszkańców. Jest dziesiątą co do wielkości miejscowością gminy Brześć Kujawski.
Nazwa miejscowości wywodzi się od bagna. Niegdyś część dóbr Brzezie, należących do Kronenbergów.
Znajduje się tu m.in. największe w powiecie włocławskim składowisko odpadów, prowadzone przez Regionalny Zakład Utylizacji Odpadów Komunalnych w Machnaczu.